# 吉田春美
吉田 春美（よしだ はるみ、1956年 - ）は、翻訳家。
上智大学文学部史学科卒業。フランスの裏の歴史に関する書籍を多く翻訳している。

## 翻訳
- ルイ十六世幽囚記 ジャック・ブロス編 福武書店 1989年6月
- 娼館の黄金時代 A.ブーダール,ロミ 河出書房新社 1993年2月
- 貞操帯の文化史 コーフェノン,フレディエ 並木佐和子共訳 青弓社 1995年2月
- 図説夜の中世史 ジャン・ヴェルドン 原書房 1995年12月
- 図説死刑全書 マルタン・モネスティエ 大塚宏子共訳 原書房, 1996年5月
- 図説エジプトの神々事典 ステファヌ・ロッシーニ,リュト・シュマン＝アンテルム 矢島文夫共訳 河出書房新社 1997年1月
- 図説快楽の中世史 ジャン・ヴェルドン 原書房 1997年9月
- 図説動物兵士全書 マルタン・モネスティエ 花輪照子共訳 原書房 1998年4月
- 王家の谷 テーベの神殿とネクロポリス /アルベルト・シリオッティ 河出書房新社 1998年1月
- ピラミッド /アルベルト・シリオッティ 河出書房新社 1998年10月
- 図説奇形全書 マルタン・モネスティエ 花輪照子共訳 原書房 1999年9月
- 図説排泄全書 マルタン・モネスティエ 花輪照子共訳 原書房 1999年2月
- 甦るアレクサンドリア 地中海文明の中心都市 ジャン・イヴ・アンプルール 花輪照子共訳 河出書房新社 1999年3月
- 太陽王の使者 ジャン=クリストフ・リュファン 野口雄司共訳 早川書房 1999年3月
- Fの性愛学 口でする ティエリー・ルゲー 原書房 2000年10月
- 図説児童虐待全書 マルタン・モネスティエ 花輪照子共訳 原書房 2000年6月
- 図説ドレスの下の歴史 女性の衣装と身体の2000年 ベアトリス・フォンタネル 原書房 2001年4月
- 図説笑いの中世史 ジャン・ヴェルドン 原書房 2002年3月
- 中世のエロティシズム /アルノー・ドゥ・ラ・クロワ 原書房 2002年8月
- 「恋」の世紀 男と女のタブーの変遷 ファビエンヌ・カスタ=ローザ 原書房 2002年1月
- 両性具有 ヨーロッパ文化のなかの「あいまいな存在」の歴史 パトリック・グライユ 原書房 2003年3月
- 中世ヨーロッパ食の生活史 ブリュノ・ロリウー 原書房 2003年10月
- ブランシュ先生の精神病院 埋もれていた19世紀の「狂気」の逸話 ロール・ミュラ 原書房 2003年9月
- 中世パリの生活史 シモーヌ・ルー 原書房 2004年9月
- パンの歴史 世界最高のフランスパンを求めて スティーヴン・L.カプラン 河出書房新社 2004年11月
- 美術から見る中世のヨーロッパ / ジャニック・デュラン 原書房 2005年8月
- お菓子の歴史 マグロンヌ・トゥーサン=サマ 河出書房新社 2005年10月
- ボージョレの真実 ミシェル・ドゥプロスト 河出書房新社 2006年10月
- 骨から見る生物の進化 ジャン=バティスト・ド・パナフィユー 河出書房新社 2008年2月
- 死体が語る歴史 古病理学が明かす世界 フィリップ・シャルリエ 河出書房新社 2008年9月
- 幼き殺人者全書 マルタン・モネスティエ 原書房 2008年11月
- 毒殺の世界史 フランク・コラール 原書房 2009年7月
- バチカン・シークレット 教皇庁の秘められた二十世紀史 ベルナール・ルコント 河出書房新社 2010年6月